# خوسيه لويس موراليس نوغاليس
خوسيه لويس موراليس نوغاليس (بالإسبانية: José Luis Morales Nogales) (مواليد 23 يوليو 1987 -)، لاعب كرة قدم إسباني يلعب مع نادي ليفانتي في الجناح الأيسر.

## وصلات خارجية
- خوسيه لويس موراليس نوغاليس على موقع الاتحاد الأوربي (الإنجليزية)
- خوسيه لويس موراليس نوغاليس على موقع قاعدة بيانات كرة القدم.إي يو (الإنجليزية)
- خوسيه لويس موراليس نوغاليس على موقع Soccerbase.com (لاعب) (الإنجليزية)
- خوسيه لويس موراليس نوغاليس على موقع Soccerway.com (الإنجليزية)
- خوسيه لويس موراليس نوغاليس على موقع عالم كرة القدم.نت (الإنجليزية)
- خوسيه لويس موراليس نوغاليس على موقع AS.com (الإسبانية)